# Luftwaffenbasis Sdot Micha

i7
i11
i13
Die Luftwaffenbasis Sdot Micha (hebräisch בסיס חיל האוויר שדות מיכה, deutsch: Felder Michas) ist ein Raketenstützpunkt und Depot der Israelischen Luftwaffe (IAF), deren Existenz von Israel weder bestätigt noch dementiert wird. Sie liegt in der Mitte des Landes, etwa auf halbem Weg zwischen Jerusalem und dem Mittelmeer und erstreckt sich über eine Länge von fast 13 Kilometern von Südost nach Nordwest. Die Einrichtungen der Basis sind auf Satellitenbildern mittlerweile klar zu erkennen. Ihr Zentrum liegt 1,5 Kilometer nördlich des Moschaws Sdot Micha, und sie besitzt weder eine Start- und Landebahn noch einen erkennbaren Heliport. Auf der Basis sollen Nuklearsprengköpfe lagern, die auch von den dortigen Raketen verschossen werden können.

## Name
Der Name Sdot Micha (Felder Michas) für den Stützpunkt nach dem nahe gelegenen Moschav ist nicht offiziell, da Israel sich dazu nicht äußert, er wird aber weltweit in den meisten Publikationen benutzt. Vereinzelt ist er auch nach anderen nahe gelegenen Orten, wie Secharja oder Tirosch (bzw. in einer anderen Schreibweise) benannt worden (siehe Karte in der Galerie).
Im Juli 2017 hatte die Israelische Armee (IDF) kurzzeitig die Existenz aber nicht den Ort einer elften Airbase mit Namen Sdot HaElah (Felder von Elah) online publiziert, was sie in der Vergangenheit nicht getan hat. Nachdem die Presse darüber berichtet hatte, wurde das entsprechende Dokument auf der Website der IDF durch eines mit wieder zehn Basen ausgetauscht. Auf der Website der IAF ist sie bisher nicht erwähnt worden.
Der Moschav Sdot Micha befindet sich im Tal von Elah (hebräisch עמק האלה Emek HaElah), 4 Kilometer nordwestlich der Stelle, wo David und Goliath miteinander gekämpft haben sollen. Der Fluss Elah (hebräisch נהר האלה Nahal HaElah) verläuft südlich des Ortes, ist aber die meiste Zeit des Jahres ausgetrocknet.

## Raketen

### Jericho
Die Basis gilt als Standort der israelischen Mittelstreckenraketen vom Typ Jericho 2 und der Interkontinentalraketen vom Typ Jericho 3, die beide mit Nuklearsprengköpfen aus den dortigen Depots bestückt werden können, was seit Jahrzehnten vermutet wird. Wahrscheinliche Standorte der verbunkerten mobilen Jericho-Raketen: Lage 1 und Lage 2. Auf Satellitenbildern ist die Basis mit ihren Bunkern und Stellungen für mobile Raketen deutlich zu erkennen, was auch der Abschreckung dient.
Die Wege zu den Bunkern mit den mobilen Stellungen befinden sich an den angegebenen Koordinaten zwischen Hügelketten, was den Vorteil hat, dass die Raketenbunker als Kavernen in den dort vorhandenen natürlichen Kalksteinfelsen hineingebaut werden konnten und nur noch mit massiven Türen versehen werden mussten, um Kernwaffenexplosionen zu widerstehen – Volltreffer ausgenommen. Auch sind diese Stellungen aufgrund ihrer Lage vor neugierigen Blicken von außen geschützt.
Neuere und schärfere Satellitenbilder deuten darauf hin, dass pro Kaverne zwei Tore und zwei Start- und Transportfahrzeuge vorhanden sind. Der nördliche Bereich hat 14 und der südliche Bereich 9 dieser Kavernen, was maximal Platz für 46 Start- und Transportfahrzeuge bietet. Etwa anderthalb Kilometer nordwestlich dieser Stellungen befindet sich innerhalb der Basis außerdem ein eingezäunter und zusätzlich gesicherter Bereich mit vier Bunkern. Die Bauweise dieses Bereichs ist typisch für ein Lager mit Nukleargefechtsköpfen, und die Nähe zu den Jericho-Stellungen spricht auch für diese Annahme.
Die Entfernung von den Sdot-Micha-Abschussstellungen bis nach Teheran beträgt etwa 1500 Kilometer. Da beide Jericho-Raketentypen aber wesentlich höhere Reichweiten haben sollen (siehe Quellen), liegt damit der gesamte Iran in ihrem Zielbereich.

### Arrow
Seit 2012 ist auf dem Gelände eine Arrow-2-Raketenbatterie südwestlich des Moschavs Tal Schachar stationiert, die dritte in Israel neben Palmachim und Ein Schemer. Die Arrow-Rakete war in den 1990er Jahren von Israel und den USA gemeinsam entwickelt worden und kann ballistische Kurz- und Mittelstreckenraketen in großer Höhe abschießen. Für die Zielerfassung und -verfolgung nutzt sie das auf Ein Schemer installierte Super-Green-Pine-Radar mit rund 900 Kilometer Reichweite. Das Arrow-System wird vom Israeli Air Defense Command, einer Abteilung der IAF betrieben.
Nach Informationen von Jane’s Defence Weekly ist Sdot Micha auch ein Standort für die weiterentwickelte Arrow-3-Rakete, die dort seit Anfang 2017 stationiert ist. Auf der Basis sollen vier mobile Lenkflugkörperstarter mit jeweils sechs Lenkflugkörpern neben Bunkern installiert sein, die nuklearen Explosionen widerstehen sollen. Die USA haben versehentlich bekannt gegeben, wo genau sich diese vier Bunker befinden: Lage. Auf aktuellen Satellitenbildern sind dort inzwischen vier rechteckige Gebäude und vier Stellungen mit Lenkflugkörperstartern zu erkennen. Auch eine Radarkuppel ist etwa 750 Meter nördlich der Arrow-3-Raketenstellung zu sehen, die möglicherweise mit ihr in Verbindung steht.
Nach Presseberichten befindet sich auf dem Gelände auch ein Prüfstand für Raketentriebwerke, auf dem u. a. auch das Antriebsaggregat für die neue Arrow-4-Rakete getestet wird. Andere Veröffentlichungen deuten auf eine Weiterentwicklung der Jericho-4-Rakete hin. Im April 2021 war von dort der laute Knall einer Explosion zu hören gewesen.

## Einheiten
- 150. Staffel Jericho-Raketen
- 199. Staffel Jericho-Raketen
- 248. Staffel Jericho-Raketen
- Arrow-2-Raketenbatterie
- Arrow-3-Raketenbatterie

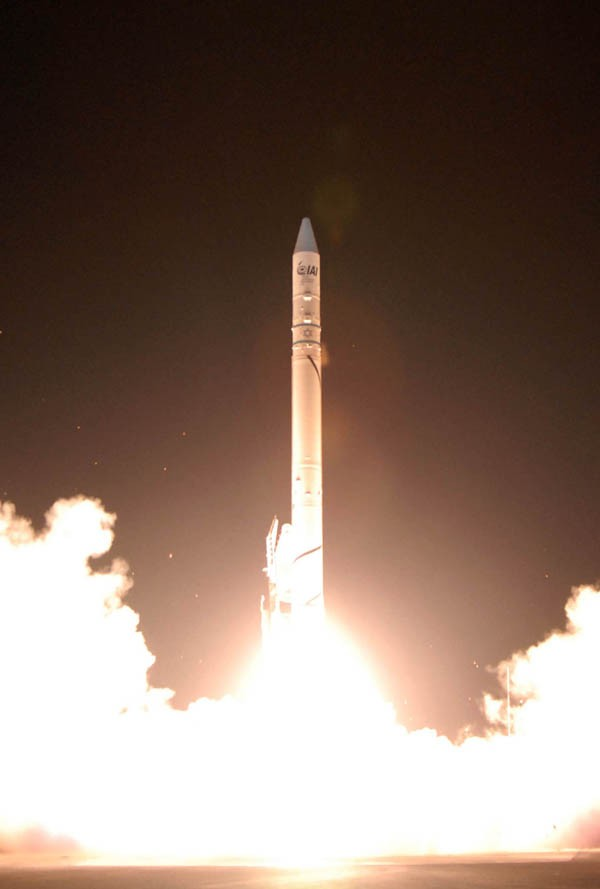
Shavit (zivile Jericho 2) Rakete beim Start im Juni 2007
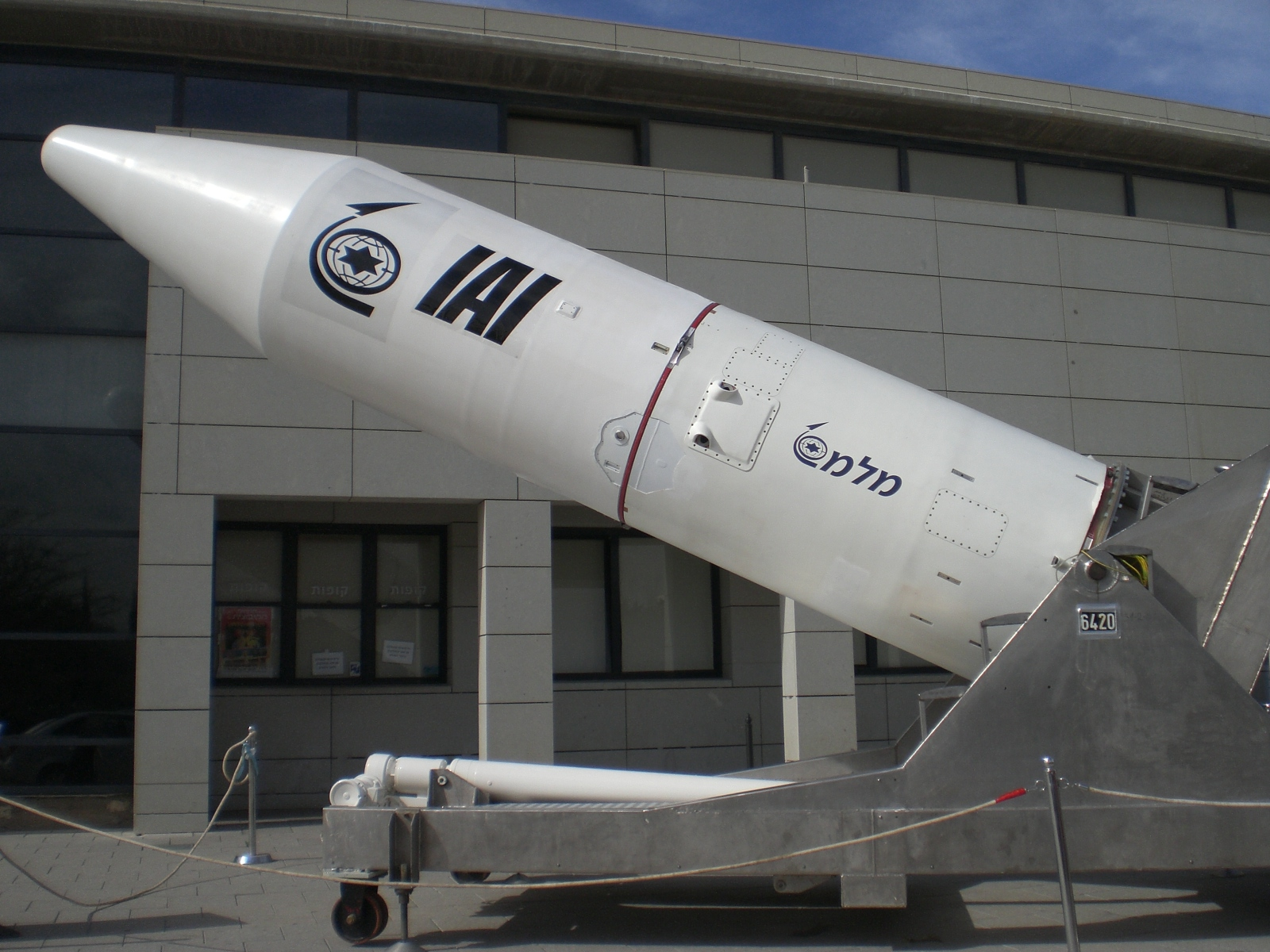
Die dritte Raketenstufe einer Shavit / Jericho 2 mit dem Logo der IAI
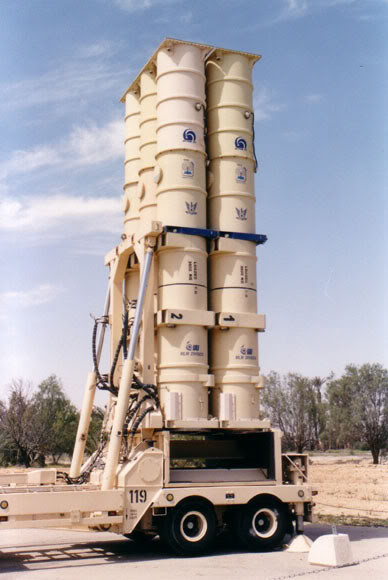
Ein mobiler Arrow-2-Launcher, wie er seit 2012 auf der Basis stationiert ist
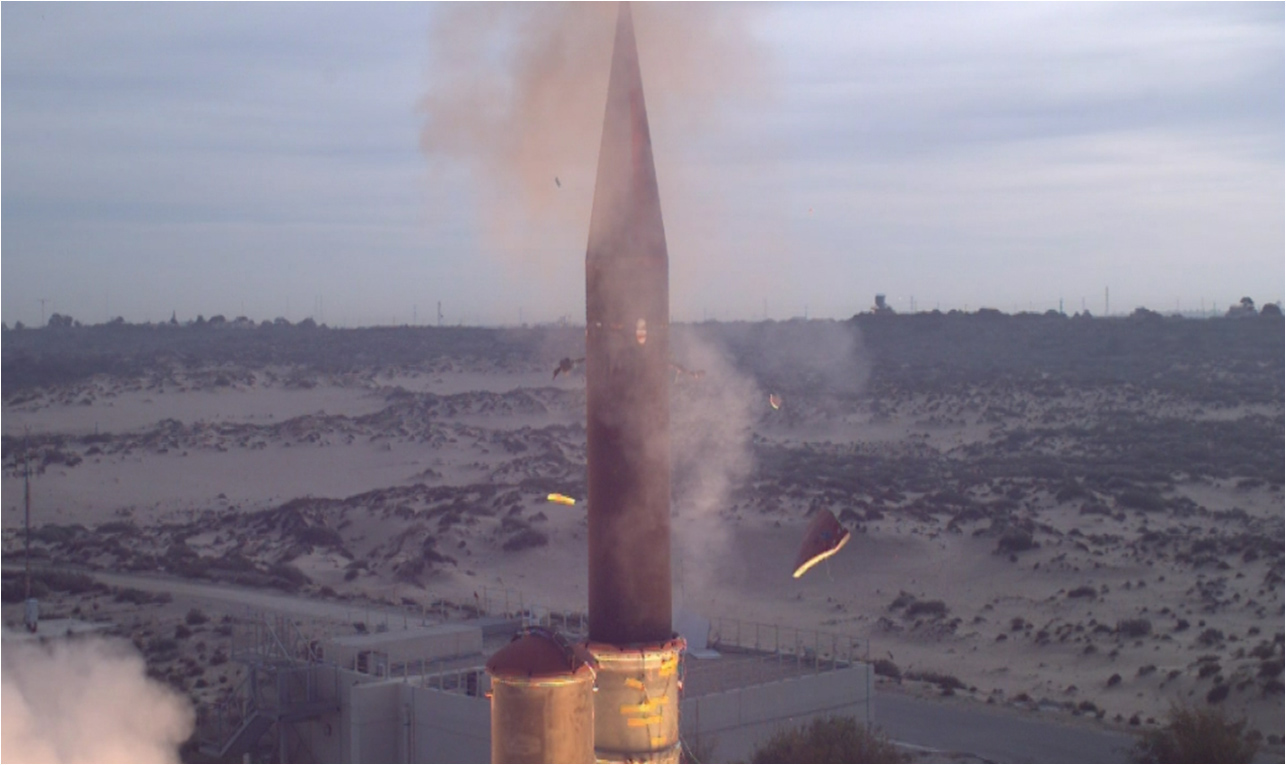
Teststart einer Arrow-3-Rakete 2013, die seit Anfang 2017 auf Sdot Micha stationiert ist

## Umgebung
Direkt nordwestlich des Stützpunktes befindet sich der Militärflugplatz Tel Nof (siehe Karte oberhalb), auf dem u. a. zwei Staffeln mit F-15-Jagdbombern stationiert sind. Da solche Flugzeuge auch freifallende Kernwaffen tragen können, nimmt man an, dass die nuklearen Waffen dafür irgendwo auf dem Militärflugplatz oder im nordwestlichen Teil von Sdot Micha gelagert werden, wo sich viele Depots und Bunker befinden.
Israel lässt alle seine größeren Raketen in der 20 Kilometer nordwestlich gelegenen MLM-Division-Raketenfabrik in Beer Jaʿakov entwickeln und bauen: Lage. Diese ist ein Zweig der staatlichen IAI (Israel Aerospace Industries).

## Geschichte

### Palästinakrieg 1948
Vor dem Palästinakrieg 1948 befand sich auf dem Gelände der heutigen Militärbasis das arabisch-palästinensische Dorf Al-Burayj (Bureij: Lage), dessen Einwohner aber im Zuge der Kämpfe flüchteten oder vertrieben wurden. Die Einnahme des Dorfes durch israelische Soldaten geschah zu Beginn der Operation Ha-Har in der Nacht vom 19. auf den 20. Oktober 1948. Ebenfalls auf dem Gelände befanden sich die Dörfer Sejed, Jilya und Qazaza, die auch untergingen und etwas weiter westlich lagen.

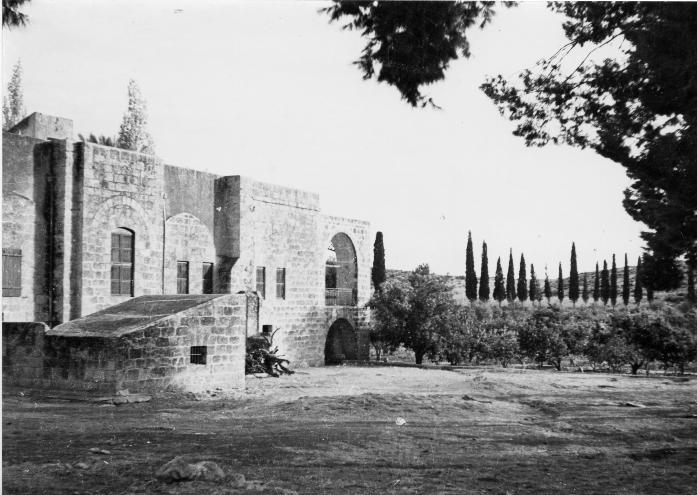
Oktober 1948: das arabisch-palästinensische Dorf Al-Burayj auf dem Gelände der heutigen Basis
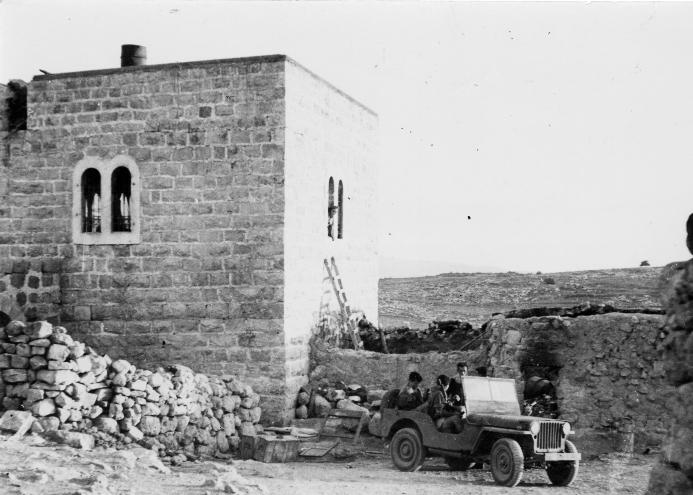
Oktober 1948: Foto des Dorfes Al-Burayj nach der Einnahme durch israelische Soldaten
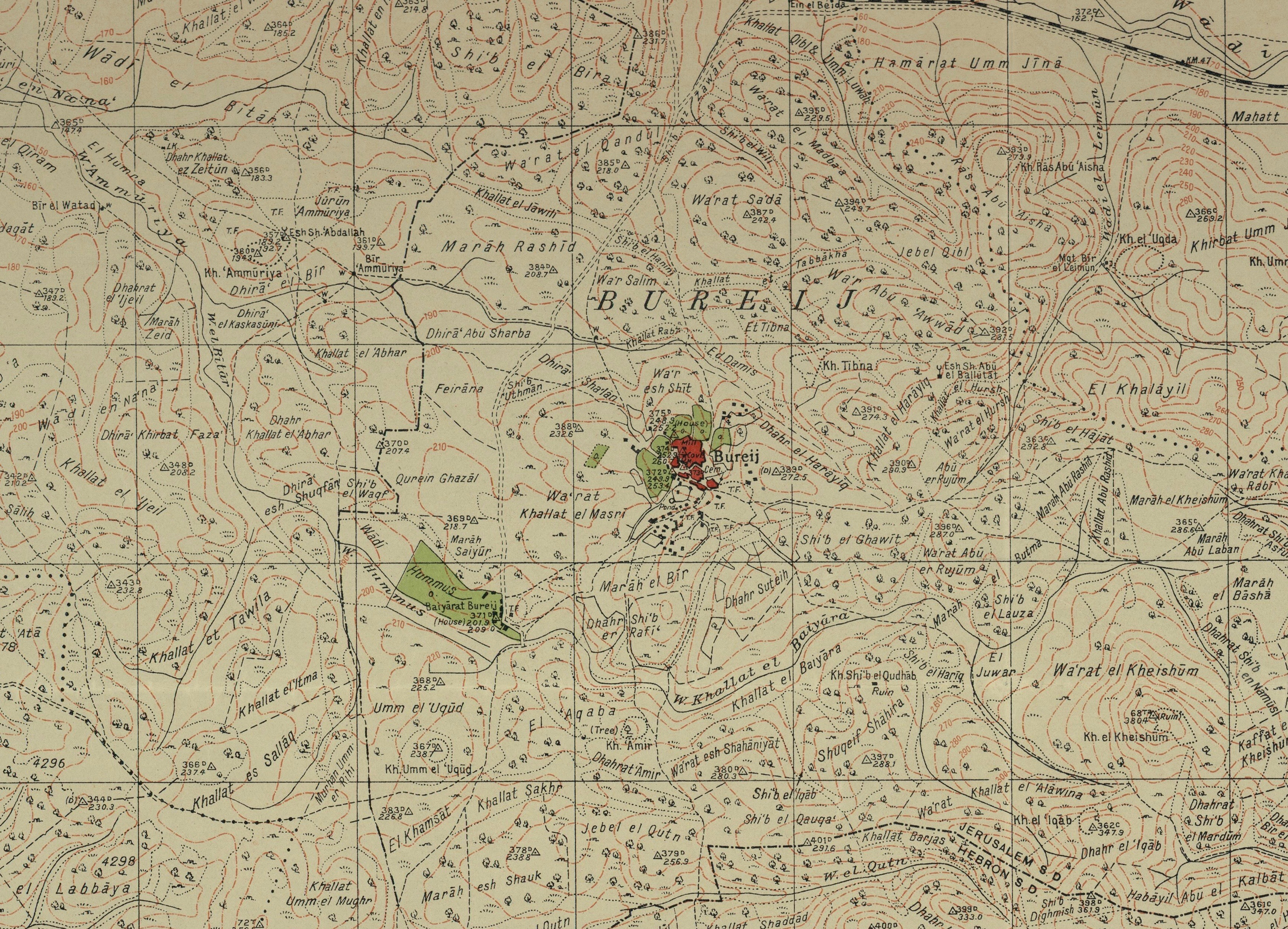
Karte des Dorfes Al-Burayj (Bureij) und Umgebung von 1947
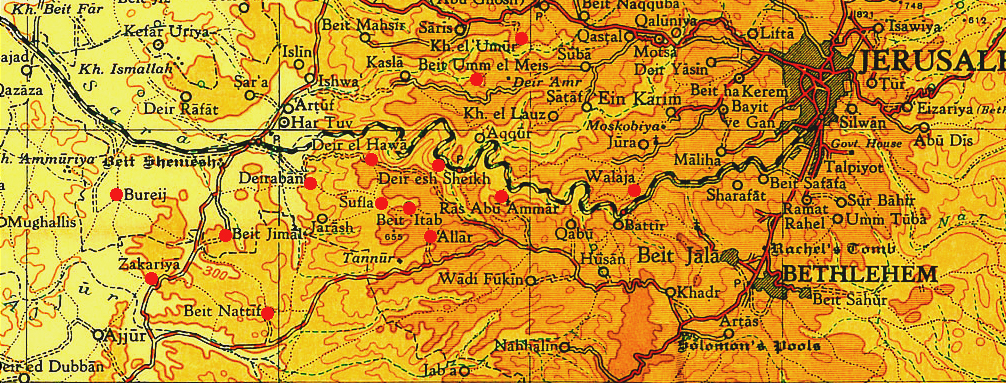
Karte der Dörfer, die während der Operation Ha-Har im Oktober 1948 erobert wurden, Bureij ganz links

### Errichtung 1962
Die weitläufige Basis wurde 1962 unter der hebräischen Bezeichnung 2 כנף (2. Flügel, Air Wing 2) durch den späteren Kommandeur der IAF Benjamin „Benny“ Peled eingerichtet.

### Jom-Kippur-Krieg 1973
Nachdem am 6. Oktober 1973 Ägypten und Syrien an Jom Kippur Israel überraschend angegriffen und anfangs auch zurückgedrängt hatten, sollen bereits Atombomben an Jets auf dem Militärflugplatz Tel Nof montiert worden und auch Jericho-Raketen auf Sdot Micha mit Nuklear-Sprengköpfen versehen worden sein, um damit zuzuschlagen, wenn die feindlichen Armeen noch weiter vordringen würden. Falls dies wahr ist, kam es nicht dazu, da Israel beide Armeen wieder zurückdrängen konnte.

### Terrorangriff der Hamas 2023
Am Morgen des 7. Oktober 2023, dem Tag des Terrorangriffs der Hamas auf Israel, soll eine aus dem Gazastreifen abgefeuerte Rakete auf dem Gelände der Basis eingeschlagen sein und dort einen Flächenbrand von 40 Hektar verursacht haben, bei dem aber keine militärischen Einrichtungen ernsthaft Schaden genommen hätten, wie die New York Times anhand von Satellitenbildern herausgefunden haben will. Zugleich wurde betont, dass die vermutlich dort in Bunkern gelagerten nuklearen Sprengköpfe niemals durch einen Unfall oder eine Einwirkung von außen zur Explosion gebracht werden könnten.